# الإقلاع المكوكي

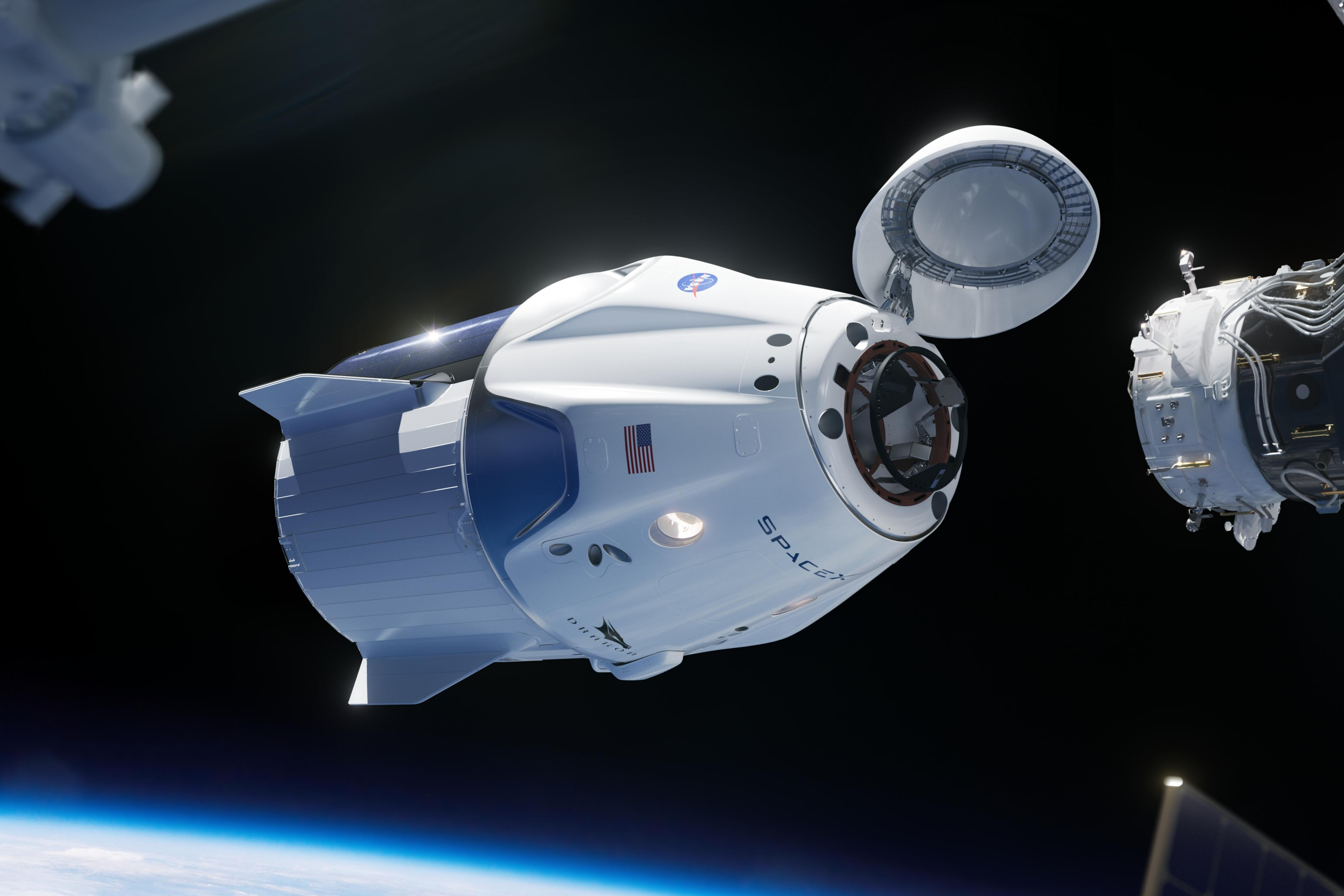
سبيس إكس - طاقم التنين

الإقلاع المكوكي أو الإطلاق الفضائي (بالإنجليزية: Space Launch)‏، هو الجزء الأول من الرحلة التي تصل إلى الفضاء. يتضمن الإطلاق الفضائي الإقلاع، أي عندما يغادر صاروخ أو مركبة إطلاق فضائية الأرض، أو سفينة عائمة أو طائرة في الجو في بداية الرحلة. يتكون الإقلاع من نوعين رئيسيين: إطلاق الصواريخ (الطريقة التقليدية الحالية)، وإطلاق الفضاء غير الصاروخي (حيث يتم استخدام أشكال أخرى من الدفع، بما في ذلك المحركات النفاثة التي تتنفس الهواء أو أنواع أخرى).